# Katrin Müller-Rottgardt
Katrin Müller-Rottgardt (* 15. Januar 1982) ist eine deutsche Para-Leichtathletin, die in den Disziplinen 100-Meter-Lauf, 200-Meter-Lauf und im Weitsprung antritt. Sie ist mehrfache Europameisterin und Vizeweltmeisterin sowie Bronzemedaillengewinnerin bei Paralympischen Spielen.

## Leben
Katrin Müller-Rottgardt hat seit ihrer Geburt einen seltenen Gendefekt, bei dem die Sehleistung schleichend abnimmt und daher ihre Sehleistung 2 Prozent beträgt. Sie hat das Abitur und eine Ausbildung zur Physiotherapeutin abgeschlossen. In Berlin leitete sie eine eigene Physiotherapiepraxis.

## Karriere
Müller-Rottgardt begann mit 11 Jahren mit dem Leichtathletiktraining. Für die Paralympischen Spiele in Tokio 2021 war sie im Sportförderprogramm der Bundeswehr. Sie sprintete in ihrer Karriere mit den Guides Alexander Kosenkow und Noel-Philippe Fiener.

## Erfolge
- 2016: Bronzemedaillengewinnerin im 100-Meter-Lauf bei den Paralympischen Spielen
- 2017: Silbermedaillengewinnerin im 100- und 200-Meter-Lauf bei den Weltmeisterschaften
- 2024: Bronzemedaillengewinnerin im 100-Meter-Lauf bei den Paralympischen Spielen[6]